# اوتونوکه
اوتونوکه (ژاپنی: زبان ژاپنی) نام یک ترانه از گروه دو نفره هیپ‌هاپ ژاپنی به نام کریپی ناتز است که به عنوان تک‌آهنگ در ۴ اکتبر ۲۰۲۵ توسط  سونی میوزیک انترتینمنت منتشر شد. اوتونوکه ترانه شروع انیمه دان‌دادان بود و در چارت ژاپن به رتبه یک رسید و در سال ۲۰۲۵ برنده جایزه بهترین ترانه انیمه کرانچی‌رول‌ گردید.